# Seberang Padang
Seberang Padang is een bestuurslaag in het regentschap Padang van de provincie West-Sumatra, Indonesië. Seberang Padang telt 7095 inwoners (volkstelling 2010).